# Mijaíl Tomski
Mijaíl Pávlovich Tomski (en ruso: Михаи́л Па́влович То́мский -nacido Yefrémov- algunas veces transliterado como Efrémov; Kólpino, gobernación de San Petersburgo, 19 de octubrejul./ 31 de octubre de 1880greg. – Bólshevo, (hoy Koroliov), óblast de Moscú, 22 de agosto de 1936) fue un sindicalista y revolucionario bolchevique. Fue el máximo dirigente del Consejo Central de Sindicatos de Rusia entre 1918 y 1929.

## Sindicalista y revolucionario
Obrero industrial, Tomski intentó formar un sindicato en su fábrica de San Petersburgo por lo que fue despedido. Sus actividades sindicales lo radicalizaron políticamente; se convirtió en socialista e ingresó en el Partido Obrero Socialdemócrata Ruso en 1904, uniéndose a su corriente bolchevique.
Nacido en Kólpino, cerca de San Petersburgo, Tomski se trasladó a Estonia (entonces parte del Imperio ruso) involucrándose en la Revolución de 1905. Desde ese año, se convirtió en sindicalista radical. Ayudó a formar el sóviet de Rével y el Sindicato de Metalúrgicos de Rével. Tomski fue arrestado y deportado a Siberia. Escapó y regresó a San Petersburgo, donde fue elegido presidente del Sindicato de Grabadores y Cromolitográficos. 
Tomski fue de nuevo arrestado en 1908 y se exilió en Francia, pero regresó a Rusia en 1909, donde fue de nuevo arrestado por sus actividades políticas y sentenciado a cinco años de trabajos forzados. El Gobierno Provisional lo amnistió tras la Revolución de Febrero de 1917 y se trasladó a Moscú, donde participó en la Revolución de Octubre.

## Ascenso y caída del poder
Desde 1918 y salvo un breve intervalo en 1921-1922, presidía los sindicatos soviéticos.
En 1920, fue elegido secretario general de la Internacional Sindical Roja. Fue así mismo elegido miembro del Comité Central del Partido Bolchevique en marzo de 1919, de su Orgburó en 1921 y del Politburó en abril de 1922. Era el único miembro de este con un pasado obrero.
Durante la guerra civil rusa, se mostró rotundamente contrario a la estatización de los sindicatos (desechada con el fin del «comunismo de guerra») y a favor del papel de estos en la gestión de la industria, que no logró. Con la implantación de la Nueva Política Económica (NEP), aceptó el nuevo papel dual de los sindicatos como instrumentos de comunicación del partido y del Estado a la clase obrera y, a la vez, protectores de sus intereses en el nuevo modelo económico mixto. Acentuó este segundo aspecto, haciendo hincapié en el papel de los sindicatos como instrumento para la mejora de la situación de los obreros.
Tomski era un aliado de Nikolái Bujarin y Alekséi Rýkov, que lideraban el ala moderada (o de derecha) del Partido Bolchevique durante los años 20. Como el resto de la corriente de «derecha» del partido, defendía firmemente la NEP como medio de industrialización del país. Creía que esta, a diferencia de las propuestas de industrialización forzada de la oposición, garantizaba una mejora paulatina de la situación económica de los obreros y la relativa autonomía sindical. Frecuente viajero por las diversas conferencias sindicales europeas, favorecía la conciliación con los socialdemócratas. Juntos, fueron aliados de Iósif Stalin, ayudándole a purgar a la Oposición de Izquierda liderada por León Trotski en las luchas internas surgidas tras la muerte de Lenin en 1924. Junto con Bujarin, Rýkov y Stalin, formaba la mayoría del Politburó de siete miembros de 1925. Tomski era el más destacado miembro de la cúpula sindicalista soviética y se lo consideraba su representante en el Polítburó. Elegido nuevamente miembro del Politburó en el congreso de 1926, era, junto con sus aliados Bujarin y Rýkov, uno de los únicos que no debía su puesto en el mismo a la influencia de Stalin.
Junto con Bujarin y Rýkov, formó la dirección de la llamada Oposición de derecha contra Stalin en 1928-1929. Su relación con este era mala, probablemente desde 1921; Stalin deseaba una mayor sumisión de los sindicatos al partido y ampliar el poder de la secretaría del partido en los nombramientos de sus organizaciones, mientras que Tomski deseaba aumentar su autonomía. Tomski además entró en conflicto en sus actividades en el extranjero con el representante de la Profintern, Solomón Lozovski, partidario de Stalin.
En 1928, Stalin viró contra sus antiguos aliados, derrotando a Bujarin, Rýkov y Tomski en el pleno del Comité Central de abril de 1929, forzando a Tomski a dimitir de su puesto como líder del movimiento sindical soviético en mayo de 1929. Tomski fue puesto a cargo de la industria química soviética, una posición que ocupó hasta 1930. No fue reelegido miembro del Politburó tras el XVI Congreso del Partido Comunista de la Unión Soviética en julio de 1930, aunque permaneció como miembro de pleno derecho del Comité Central hasta el siguiente Congreso, celebrado en enero de 1934, cuando fue degradado a miembro candidato (sin derecho a voto). 
Tomski dirigió la Editorial Estatal desde mayo de 1932 hasta agosto de 1936, cuando fue acusado de conexiones terroristas durante el primer Juicio de Moscú contra Grigori Zinóviev y Lev Kámenev. Se suicidó antes de ser arrestado por el NKVD. Fue acusado póstumamente de alta traición y otros crímenes durante el tercer juicio contra Bujarin y Rýkov. El Gobierno soviético eliminó todos los cargos contra Tomski durante la Perestroika, en 1988.